# Laeosopis
Laeosopis là một chi bướm ngày thuộc họ Lycaenidae.

## Danh sách loài
- Laeosopis demissa
- Laeosopis escorialensis
- Laeosopis evippus
- Laeosopis higginsi
- Laeosopis lusitanica
- Laeosopis magis
- Laeosopis mudarra
- Laeosopis portaensis
- Laeosopis roboris
- Laeosopis thiersi